# Paul Gerhard
(Ej att förväxla med kyrkomannen Paul Gerhardt.)
Paul Gerhard Igerup (även förekommande Nilsson) med artistnamn Paul Gerhard, född 3 september 1931 i Malmö, död 10 november 2021 i Tygelsjö, var en svensk målare och tecknare.
Paul Gerhard studerade vid Skånska målarskolan och har främst varit verksam i Skåne med landskapsmålningar, figurer, stilleben och blyertsteckningar. Han var ordförande för Skånska Konstnärsklubben 1992–2003. Han har deltagit i ett stort antal separat- och samlingsutställningar (bland annat med Konstnärernas Samarbetsorganisation (KSO) ett antal gånger) vid Liljevalchs, Skånes konstförening, Norrköpings Konstmuseum, Värmlands Museum, Borås konstmuseum, Regionmuseet Kristianstad, Ystads Konstmuseum, Dalarnas museum, Varbergs museum, Jönköpings läns museum, Landskrona konsthall, Kunstnärernas Hus i Oslo, Bergens kunstforening med flera platser. 
Gerhard har gjort offentliga arbeten i Rosengårds Entré och Östra sjukhuset i Malmö, och han är representerad bland annat vid Malmö konstmuseum, Borås konstmuseum, Kalmar konstmuseum och Tomelilla, Alingsås museum, samlingar i kommuner och landsting i Malmö, Karlskrona, Stockholm, Ängelholm, Lund med flera.